# Villa Vicentina
Villa Vicentina – miejscowość i gmina we Włoszech, w regionie Friuli-Wenecja Julijska, w prowincji Udine.
Według danych na rok 2004 gminę zamieszkuje 1340 osób, 268 os./km².

## Miasta partnerskie
- Colpo